# Uwaga! Wilki!
Uwaga! Wilki! (ros. Внимание, волки!; Wnimanie, wołki!) – radziecki krótkometrażowy film animowany z 1970 roku w reżyserii Jefima Gamburga oparty na motywach utworu Łazara Łagina pt. Biełokuraja Biestija.
Film wchodzi w skład serii płyt DVD Animowana propaganda radziecka (cz. 2: Faszystowscy barbarzyńcy).

## Opis
Film pokazuje odradzanie się ideologii nazistowskiej poprzez wychowywanie młodzieży na tytułowe Wilki –  bestie   przesiąknięte dawnymi koszmarami, które są gotowe szerzyć wrogość i nienawiść na całym świecie.